# Alberto Giacalone
Alberto Giacalone (* 14. März 1891 in Italien; † 18. Juni 1980 in Rom) war ein italienischer Filmverleiher und Filmproduzent. Er war insbesondere im Deutschland der 1930er Jahre tätig.

## Leben und Wirken
Über Giacalones Herkunft ist wenig bekannt. Er hatte ein Hochschulstudium mit einem Doktorgrad abgeschlossen und in den 1920er Jahren in Wiens Westbahnstraße 8 mit Grego & Giacalone eine eigene Filmvertriebsfirma besessen, die sich auf den Verleih überwiegend italienischer Filme in Mitteleuropa spezialisierte, ehe er als Filmproduzent zu arbeiten begann. Mit Anbruch der Tonfilmzeit produzierte Giacalone mit seiner Berliner Firmengründung Itala-Film GmbH überwiegend in Deutschland, beginnend mit einem Alpendrama des Südtirolers Luis Trenker (Der Sohn der weißen Berge).
Der Erfolg veranlasste ihn, den eingeschlagenen Weg fortzuschreiten. In dem kommenden Jahrzehnt bis Ausbruch des Zweiten Weltkriegs stellte Giacalone vor allem Leichtgewichtiges her, Komödien und Lustspiele wie Der Storch streikt, Fräulein – falsch verbunden sowie …und wer küßt mich?, seltener Melodramen, in Nazideutschland aber vor allem rührselige Gesangsfilme mit Italiens Opernstar Beniamino Gigli in der Hauptrolle. Einige dieser Filme entstanden in römischen Ateliers und wurden demzufolge auch in italienischer Sprachversion hergestellt. Im Jahre 1938 gründete Giacalone in Rom eine weitere Filmgesellschaft, die S. A. Teveri-Film, im Mai des folgenden Jahres erhielt er von Adolf Hitler das Verdienstkreuz des Ordens des Deutschen Adlers für seine Verdienste um die Kooperation im deutsch-italienischen Filmsektor. Nach dem Krieg setzte Giacalone seine Produktionstätigkeit fort, jedoch ohne größere Spuren zu hinterlassen.

## Filmografie
- 1930: Der Sohn der weißen Berge
- 1930: Fra Diavolo
- 1931: Der Storch streikt. Siegfried der Matrose
- 1932: Fräulein – falsch verbunden
- 1932: Paprika
- 1933: …und wer küßt mich?
- 1933: Das Lied der Sonne
- 1933: Das Blumenmädchen vom Grand-Hotel
- 1934: Abenteuer eines jungen Herrn in Polen
- 1935: Vergiß mein nicht
- 1935: Nacht der Verwandlung
- 1936: Der Favorit der Kaiserin
- 1936: Ave Maria
- 1937: Mutterlied
- 1937: Der Mann, der nicht ‚nein‘ sagen kann
- 1938: Dir gehört mein Herz
- 1938: Unsere kleine Frau
- 1939: Der singende Tor
- 1939: La casa lontana (italienische Fassung von Der singende Tor)
- 1940: Traummusik
- 1941: Mutter (Mamma)
- 1941: Tragödie einer Liebe (Vertigine)
- 1942: Drei tolle Mädels
- 1947: Bajazzo (I Pagliacci)
- 1950: Ich war eine Sünderin (Ho sognato il paradiso)
- 1955: La rivale
- 1958: Vergiß mein nicht (Vento di primavera)
- 1967: Mister zehn Prozent – Miezen und Moneten (Sigpress contra Scotland Yard)